# Ministro de Transportes y Comunicaciones (Finlandia)
El ministro de Transportes y Comunicaciones (en finés: liikenne- ja viestintäministeri, en sueco: kommunikationsminister) es el responsable de uno de los departamentos que componen el Gobierno de Finlandia. El ministro de Transportes y Comunicaciones es la máxima autoridad del Ministerio de Transportes y Comunicaciones finlandés. 
La actual titular del departamento es la política Lulu Ranne, del Partido de los Finlandeses.

## Historia
Una iniciativa política clave del mandato del ministro Berner fue el nuevo código de transporte, que consiste en una reforma completa del código que rige los mercados en el sector del transporte. La reforma del código de transporte se vio como algo innovador en el resto de Europa, pues se apuesta por la desregulación y la legalización del transporte existente; por otro lado, sienta las bases para futuros modelos de transporte como el conocido con el anglicismo Mobility as a Service. El proyecto legal se implementará en tres etapas, con una nueva legalización del tráfico rodado ya presentada al parlamento en agosto de 2016.
Berner ha propuesto varios medios para que Finlandia cumpla con sus compromisos ambientales y climáticos establecidos en virtud del Acuerdo de París de la ONU. Berner ha declarado que Finlandia reducirá a la mitad la cantidad de combustible fósil utilizado en el transporte para 2030. Además de promover medios de propulsión más amigables con el medio ambiente, como los biocombustibles y los vehículos eléctricos. Incluso ha hablado de reducir el kilometraje total requerido por la sociedad para producir servicios.
Como parte del proyecto clave y las reformas definidas en el Programa de Gobierno Estratégico de Finlandia, Berner dibujó una desregulación general y una carga administrativa reducida en Finlandia. Otro de los esfuerzos clave de Berner fue manejar las llamadas para el crecimiento a través de servicios digitales, como big data y robotización. Berner también ha presentado varias iniciativas en estos campos, llamando a Finlandia a liderar el desarrollo y la utilización de nuevas tecnologías, incluidas las redes 5G, el transporte autónomo y las soluciones basadas en IoT.